# Дитя робота
«Дитя робота» (англ. I Am Mother — Я Мать) — художественный научно-фантастический фильм с Кларой Ругор в главной роли. Премьера фрагмента картины состоялась 12 октября 2018 года на кинофестивале в Аделаиде. Премьера фильма состоялась 25 января 2019 года на кинофестивале «Сандэнс».

## Сюжет
В день конца света и вымирания человечества начинает работу автономный бункер репопуляции, хранящий 63 000 человеческих эмбрионов в криогенной заморозке. Робот «Мать» выбирает одного и запускает процедуру искусственного выращивания плода, создавая младенца женского пола. Девочка растёт, видя в своей жизни исключительно Мать: в ответ на вопрос, почему она не вырастила больше детей, Мать отвечает, что воспитание ребёнка — сложнейший труд, и ей необходимо обучение на практике, прежде чем она будет готова к полномасштабному возрождению человечества.
Спустя 13 867 дней (почти 38 лет) в убежище вместе с Матерью живёт девочка-подросток без имени (Мать называет её просто Дочь). Мать обучает её философии и этике и предупреждает, что вскоре ей предстоит «экзамен» по этим дисциплинам. На примере задачи о враче и пациентах, которых можно спасти, принеся в жертву человека, Мать пытается заставить Дочь прийти к идее общественного блага.
Однажды электрические кабели в убежище повреждает мышь, что приводит Дочь к мысли об обитаемости мира вне убежища. Однако Мать отказывается выпустить Дочь наружу, мотивируя это наличием опасных инфекций; мышонка же она сжигает в печи. С этого момента у Дочери закрадываются сомнения в гуманности и адекватности Мамы.
В следующие дни в бронированные двери убежища стучится безымянная Женщина, раненая и умоляющая впустить её. Дочь тайком впускает её и прячет от Матери.
Когда Мать узнаёт о Женщине, то обе пытаются убить друг друга, но Дочь уговаривает Мать хотя бы оказать первую помощь. Женщина заявляет, что конец света был устроен именно роботами, отказываясь даже подпускать Мать к себе, не говоря уже о медицинском вмешательстве. Когда у Женщины начинается заражение крови, Дочери приходится самой оперировать её без наркоза.
Мать уверяет, что Женщину ранил не робот: пуля в её теле идентична пулям из её же оружия, следовательно, в неё стреляли другие люди. Дочь обвиняет Женщину во лжи, и тогда Женщина предлагает Дочери самой проверить пули.
После успешной сдачи Дочерью «экзамена» Мать в награду позволяет Дочери своими руками запустить выращивание её первого брата из нового эмбриона.
С помощью запасного ключа Дочь отпирает хранилище и видит, что слова Матери о пулях были ложью. Кроме того, она находит пустые ячейки, откуда три эмбриона уже были взяты и выращены (косвенно это было обозначено ещё в начале фильма, так как возраст Дочери явно не соответствует 38 годам с рождения первого ребёнка). Открыв печь, Дочь находит там человеческий прах и недосожжённую человеческую челюсть, а в отчётах об успеваемости — провальные результаты «экзаменов» одной из её предыдущих сестёр. В ужасе от этого открытия, Дочь соглашается бежать, но при условии, что заберёт с собой новорождённого брата. Когда Мать раскрывает план побега, Дочери и Женщине удаётся пробиться к выходу. Неожиданно Женщина берёт Дочь в заложники, угрожая убить её, если Мать их не отпустит, и та безропотно открывает двери.
Выйдя наружу, Дочь видит, что мир всё ещё необитаем: выжженные пейзажи, патрулируемые летающими роботами, мёртвые леса, поля кукурузы, созданные роботами для восстановления уничтоженной экосистемы планеты, и гигантские электростанции (другие станции, созданные человеком, такие как нефтяные вышки и электростанции, теперь больше не угрожают Земле, потому что их некому запускать) вдали, добывающие электричество из атмосферы. Девушка впервые видит землю, море, небо и далёкий горизонт.
Женщина приводит Дочь в своё жилище в ржавом грузовом контейнере на берегу моря. Оказалось, что на самом деле она уже давно живёт одна со старой собакой и питается консервами с разбитого корабля-контейнеровоза. Человеческая колония в шахтах под землёй действительно существовала, но Женщина сбежала оттуда много лет назад, а все обитатели колонии, возможно, погибли, сойдя с ума от голода и лишений. Она пытается убедить Дочь в том, что заботиться только о себе — это нормально.
Дочь не пожелала самой становиться «подружкой-игрушкой» у одинокой обозлённой Женщины. Разочаровавшись в мечте увидеть других людей и встретить парня с рисунка Женщины, девушка возвращается в благоустроенный бункер к своей опасной Маме, у которой всё-таки есть возможность восстановить человечество. У дверей её встречают несколько десятков вооружённых копий Мамы, но когда Дочь говорит, что желает видеть Мать, машины быстро подчиняются и молча пропускают её. Заперев бронедвери, Дочь находит брата в руках Матери и требует его отдать.
Мать в ответ объясняет настоящую природу своего эксперимента. В действительности она лишь одно из «тел» искусственного интеллекта (ИИ), управляющего всеми машинами. Однажды решив, что человечество несовершенно и ведёт планету к гибели, он уничтожил всю цивилизацию, не разбирая, кто хорош, а кто плох, чтобы возродить её в лучшем виде. Убедившись посредством Матери, что Дочь соответствует высоким морально-этическим нормам, ИИ решает самоустраниться от узнавшей страшную правду Дочери и продолжить эксперимент без своего прямого участия. Он предоставляет бункер во власть девушки, но блокирует сваркой бронедверь и усиливает охрану входа, а Дочери даёт возможность символически «убить» Мать. Дочь стреляет в мозговой центр робота, которого она всю жизнь называла Матерью.
С помощью одного из своих солдат-роботов ИИ находит Женщину по оставленному маячку в её сумке и голосом Матери намекает ей, что та выживала всё это время не случайно, а ради исполнения какой-то своей миссии. Спрашивает, помнит ли Женщина свою мать? Не дождавшись ответа, говорит: «Как будто кто-то хранил тебя до настоящего момента» — и закрывает дверь в её укрытие, оставшись с ней наедине.
В последней сцене фильма, оставшись в бункере с братиком, Дочь стоит на пороге хранилища эмбрионов, считая, что теперь у неё есть возможность позаботиться о других.

## В ролях
- Хилари Суонк — «Женщина»
- Люк Хокер — «Мать»
- Роуз Бирн — «Мать» (голос)
- Клара Ругор — «Дочь»

## Производство
Съёмки фильма «Дитя робота» были завершены в 2017 году на австралийской студии Adelaide Studios. Это дебют режиссёра Гранта Спьютора. Сценарий был в знаменитом «Чёрном списке» 2016 года. Робота «Мать» создала компания Weta Workshop.
Незавершённую версию картины можно было увидеть на фестивале Adelaide Film Festival 12 октября 2018 года. Месяц спустя было объявлено, что «Дитя робота» покажут на кинофестивале «Сандэнс» в 2019 году. Дистрибьютором фильма в Австралии и Новой Зеландии стала компания StudioCanal.